# Národní muzeum dějin a umění (Lucemburk)
Národní muzeum dějin a umění (francouzsky: Musée national d'histoire et d'art, lucembursky: Nationalmusée fir Geschicht a Konscht, německy: Nationalmuseum für Geschichte und Kunst) je národní muzeum v lucemburském hlavním městě Lucemburku. Sbírá a vystavuje jak díla umělecká, tak historické a archeologické exponáty. V roce 1988 se z muzea odštěpilo Národní muzeum přírodní historie, které se v roce 1996 přestěhovalo do nové budovy na Münsterské ulici. Národní muzeum dějin a umění získalo novou budovu roku 2002, navrhl ji architekt Christian Bauer a stojí na stejné ulici jako budova stará - na Fëschmaart (Marché-aux-Poissons). Za datum svého založení muzeum považuje rok 1845, kdy lucemburští historici a archeologové ustavili „Společnost pro studium a ochranu historických památek v Lucemburském velkovévodství“ (Société pour la recherche et la zachování des monuments historiques dans le Grand-Duché de Luxembourg), známou spíše jako Archeologická společnost (Société archéologique). Společnost tehdy převzala sbírku historických starožitností školy Athenaeum. Muzeum má vlastní knihovnu, jež disponuje více než 25 tisíci svazky. Výstavní plocha činí 6200 metrů čtverečních. K nejvzácnějším exponátům patří starořímské památky nalezené na území Lucemburska, např. ve Vichtenu. Stálé expozice muzea lze navštívit zdarma.